# Eduard Karl Rösicke
Eduard Karl Rösicke (10. September 1789 in Berlin – 14. Juni 1837 in Oldenburg) war ein deutscher Theaterschauspieler, Komiker und Theaterregisseur.

## Leben
Rösicke betrat 1821, nachdem er sich selbst für das Theater ausgebildet hatte, in Halle die Bühne. Er verließ jedoch diese Stadt und trieb sich gastierend bei reisenden Gesellschaften herum. 1824 nahm er endlich fixes Engagement in Berlin am Königstädtischen Theater. Hier fand sein Talent, er war Komiker von echtem Schrot und Korn, reiche Nahrung und er wurde von allen Seiten anerkannt. Er musste sich allerdings mit Louis Angely, Heinrich Schmelka und Josef Spitzeder in das komische Fach am dortigen Theater teilen, allein er war ein würdiger Teil dieses vierblättrigen Künstlerkleeblattes. Ja, es wurde sogar behauptet, dass er durch den reichen Fond wahrer Komik am treuesten nach dem Leben male.
1834 verließ er jedoch, da ihn seine Wirksamkeit nicht mehr befriedigte, die Stätte seines zehnjährigen unverfälschten Erfolges und wendete sich nach Oldenburg, an welchem Hoftheater er auch die Regie übernahm.
Rösicke starb daselbst in der Blüte seiner Jahre am 14. Juni 1837.
Er war ein wirksamer Komiker und, obzwar er sich von Übertreibung und Effekthascherei stets fernhielt, doch der Liebling der breiten Massen.